# Dent Medal
Pour les articles homonymes, voir Dent (homonymie).
 (avril 2024).
Si vous disposez d'ouvrages ou d'articles de référence ou si vous connaissez des sites web de qualité traitant du thème abordé ici, merci de compléter l'article en donnant les références utiles à sa vérifiabilité et en les liant à la section « Notes et références ».
La Dent Medal est un prix attribué annuellement depuis 1961 par la Royal Musical Association à un musicologue pour sa contribution remarquable à la musicologie.
Le prix a été nommé en mémoire de Edward Joseph Dent, un érudit et un musicien renommé.